# Кутб ад-Дін Айбек
Айбек, Кутб-уд-дін Айбек (перс. і урду قطب الدین ایبک) — тюркський правитель середньовічної Індії, перший султан Делі (з 1206 по 1210 роки) і засновник Гулямської династії.

## Ранні роки

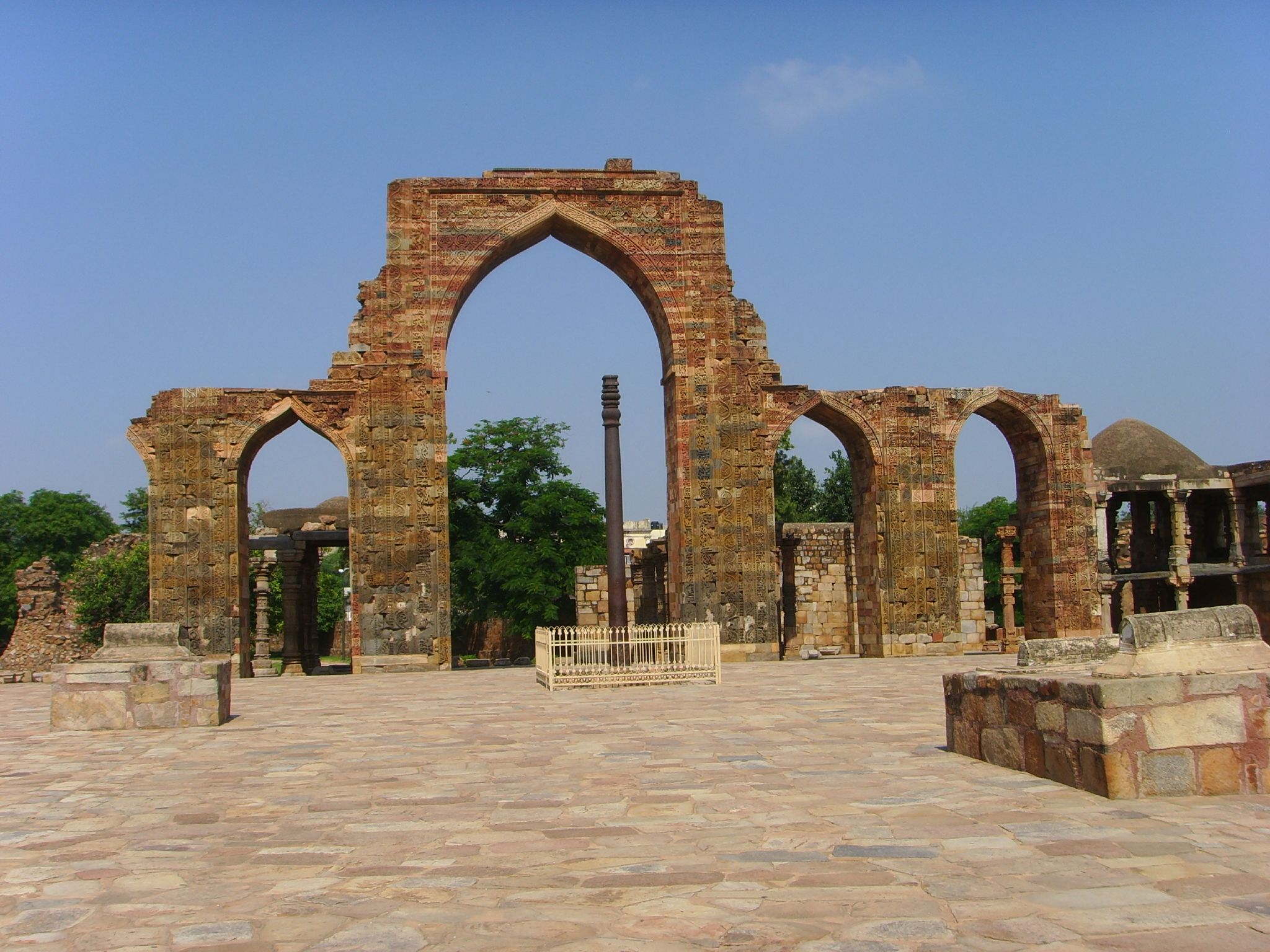
Мечеть Кувват-ул-Іслам, заснована на ознаменування перемоги Айбека над раджпутами

Айбек народився в Центральній Азії та був тюркського походження. Ще в дитинстві його було продано в рабство і він став рабом (гулямом) правителя Нішапура. Його власник поводився з ним як із сином та дав чудову освіту. Але після смерті хазяїна його сини знову продали Айбека і він врешті потрапив у власність військового командувача Мухаммада Ґорі.

## Кар'єра
Мухаммад Ґорі був успішним військовиком, що зумів підкорити території сучасних Афганістану, Пакистану і Північної Індії. Під його командою Айбек взяв участь у штурмі Делі 1193 року та створенні першої мусульманської адміністрації регіону.
Згодом Айбек став найбільш приближеним генералом Ґорі. Після 1193 року Ґорі зусередив свої зусилля на Середній Азії, а Айбек залишився його намісником у Північній Індії.

### Заснування Делійського султанату
Після смерті султана Ґорі 1206 року, в якій Айбек проголосив себе султаном - самостійним правителем довірених йому територій. Середньоазійські володіння Ґорі були незабаром захоплені монгольськими силами на чолі з Чингізханом, але Айбеку вдалося не допустити їх до Індії.

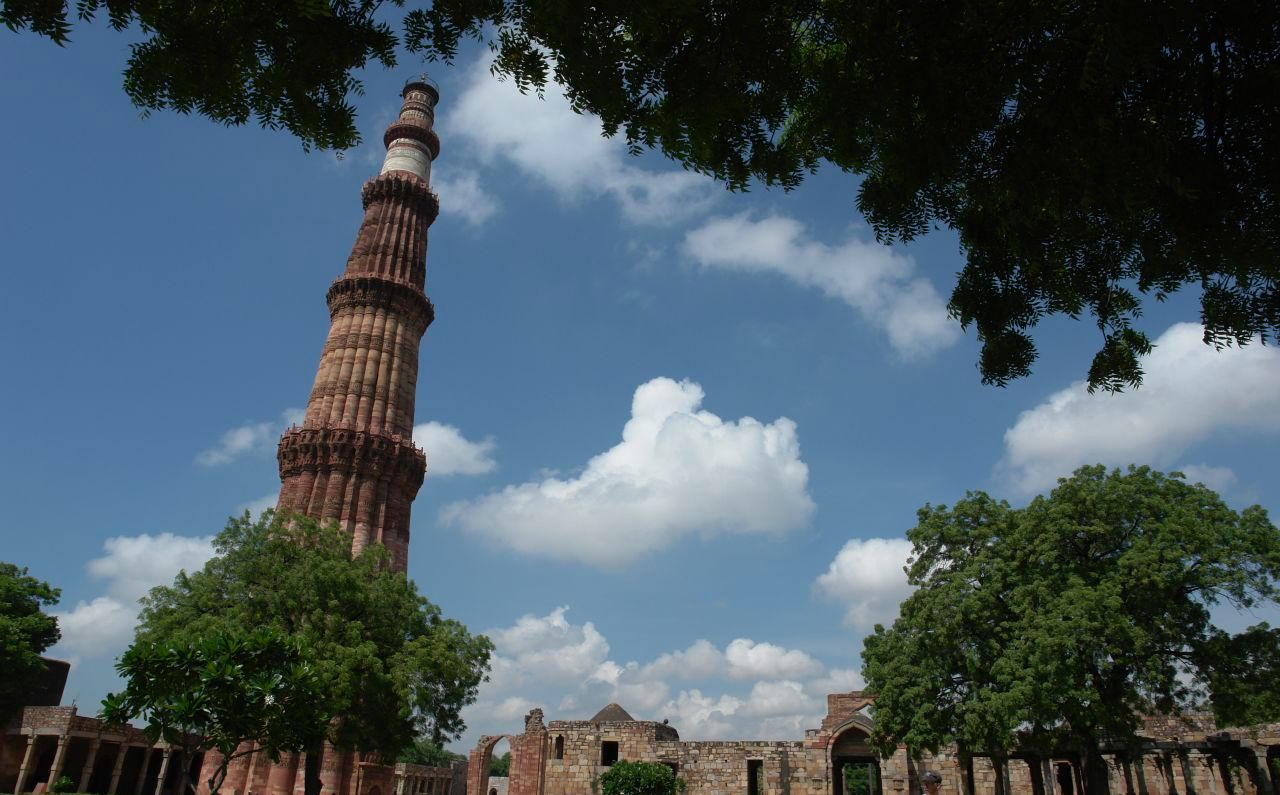
Кутб-Мінар, мінарет, який почали будувати за часів правління Айбека

На момент формальної коронації Кутб ад-Дін Айбек вже давно мав владу в регіоні, яким правив з Лахора. Але з коронацією він встановив столицю у Делі, що стало початком існування Делійського султанату. За його правління в Делі були засновані перші мусульманські пам'ятники, зокрема знаменитий комплекс Кутб.

## Смерть і спадщина

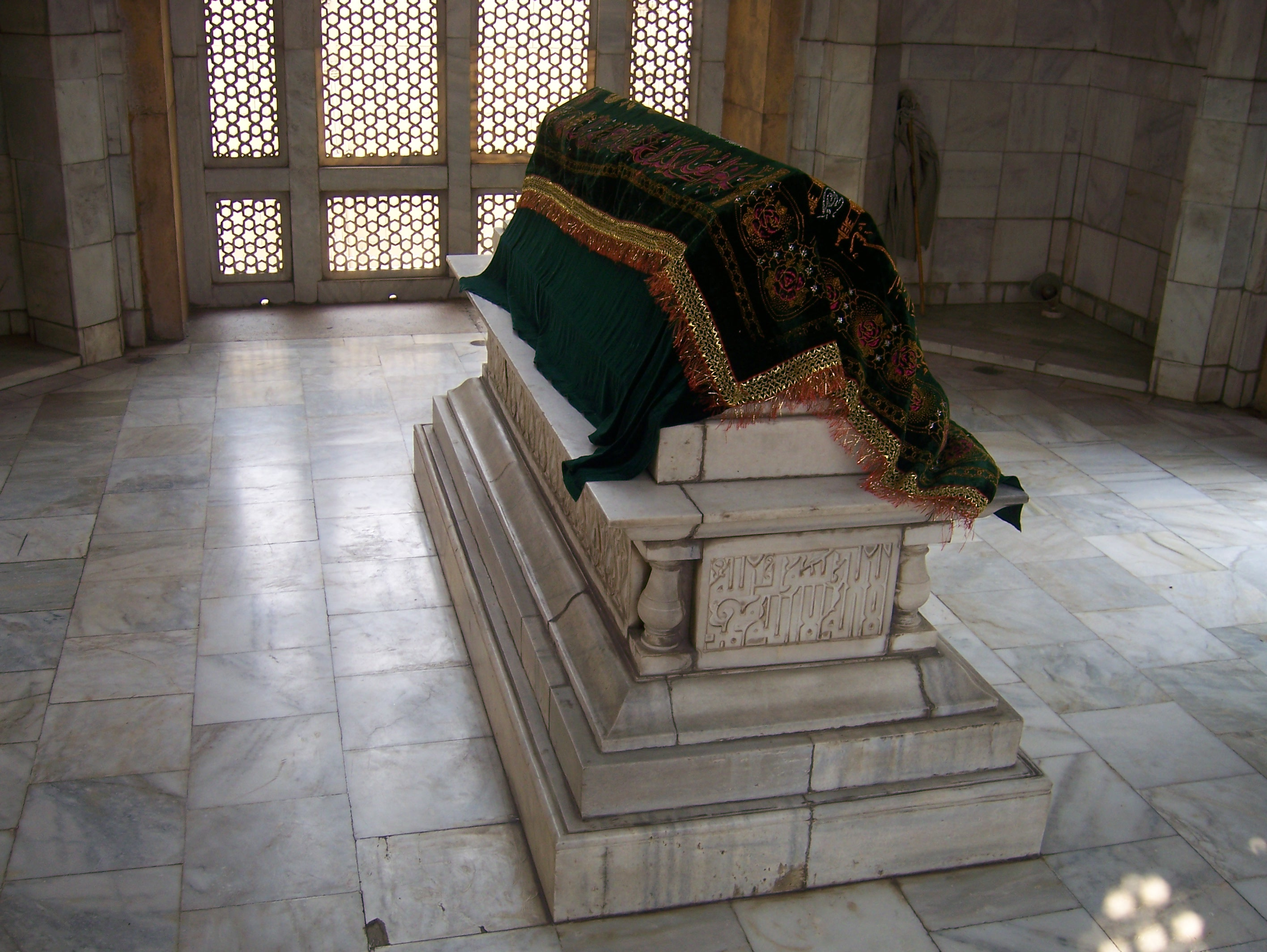
Могила Айбека в Лахорі

Айбек помер в 1210 році внаслідок нещасного випадку та був похований в Лахорі. Після нього влада перейшла до його сина Арама, якого було вбито іншим колишнім рабом та чоловіком дочки Айбека, Ілтутмишем, який сам став наступним султаном Делі.

## Ресурси Інтернету
- India: The early Turkish sultans [Архівовано 5 травня 2008 у Wayback Machine.]
- Slave Dynasty and the beginning of the Delhi Sultanate [Архівовано 18 лютого 2010 у Wayback Machine.]